# Línea 8 de CPTM
La Línea 8 - Diamante es una línea de ferrocarril metropolitano en la ciudad de São Paulo (Brasil). La línea es una de las cuatro operadas por la empresa privada Motiva (anteriormente conocida como Via Mobilidade) y una de las trece líneas que conforman la Red Metropolitana de Transporte de São Paulo. Comprende el tramo definido entre las estaciones Júlio Prestes e Itapevi, con extensión operativa entre las estaciones Itapevi y Amador Bueno. Hasta marzo del 2008 se denominaba Línea B - Cinza.

## Histórico
La línea 8 tiene 35.28 kilómetros de largo desde Júlio Prestes a Itapevi y veinte estaciones, sirviendo a la subregión oeste de la Región Metropolitana de São Paulo, integrada por los municipios de Itapevi, Jandira, Barueri, Carapicuíba y Osasco, además de los barrios al oeste de la capital hasta la Júlio Prestes, en el centro. Además de Itapevi, hay un largo tramo de extensión operativa hasta Amador Bueno con 6,3 km.
La línea fue inaugurada en 1875 con la primera frase de la antigua Estrada de Ferro Sorocabana, que unía la actual Estación Júlio Prestes (al lado de la Estación de la Luz en São Paulo) a Sorocaba. Esta línea tuvo una importancia histórica muy grande, principalmente para el nacimiento de las ciudades en las márgenes de las vías, como Itapevi, Jandira, Mairinque y Osasco.
Hay informes de que los servicios suburbanos de la Sorocabana fueron iniciados en la década de 1920 hasta Carapicuíba o Barueri. La línea sería electrificada entre 1944 y 1945, una época en que los servicios suburbanos ya habían alcanzado Amador Bueno. Entre los años 1950 y 1960, la línea sufrió su primera reforma, habiendo sido adquiridos en 1957 las unidades eléctricas Kawasaki-Toshiba (actual serie 4800 de CPTM.
En 1971 la ferrovía pasó a ser administrada por la nueva estatal Ferrovia Paulista S.A - FEPASA, que a finales de 1970 y principios de 1980 la rebautizó como Línea del oeste, promoviendo una reforma integral en sus servicios de tren metropolitano, reconstruyendo todas las estaciones de la línea (excepto Júlio Prestes) y aumentando el ancho de vía de 1 metro a 1,60 metros entre Júlio Prestes e Itapevi, adquiriendo unidades eléctricas Francorail-Cobrasma (actual serie 5000 CPTM) y reformando los Toshiba usados en la extensión entre Itapevi y Amador Bueno. Hasta agosto de 1998 los trenes metropolitanos atendieron también las estaciones entre Amador Bueno y Mairinque, cruzando todo el municipio de São Roque, fuera de la Región Metropolitana de São Paulo.
En 1996 los servicios pasaron a las manos de la Compañía Paulista de Trenes Metropolitanos (CPTM), que unificó los servicios de trenes metropolitanos en la Grande São Paulo. Esta línea es operada por la compañía Motiva (Perteneciente al Grupo CCR y anteriormente conocida como Via Mobilidade) desde febrero de 2022. 

## Trayecto

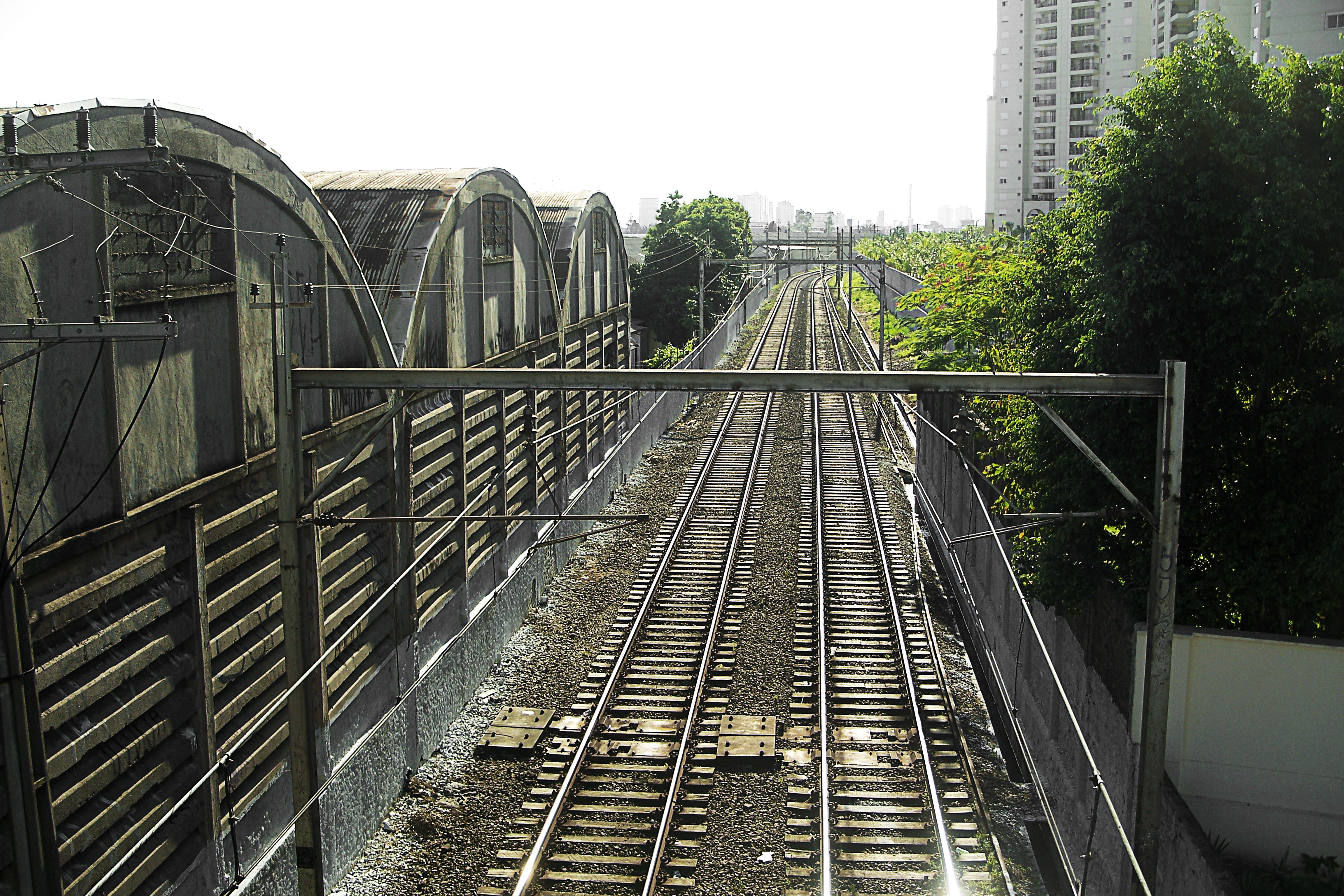
Vías de la Línea 8 en el barrio Água Branca, en São Paulo, Brasil, vistos de la pasarela que une las dos puntas de la Avenida Santa Marina en dirección al Centro.

Desde las estaciones Júlio Prestes y Barra Funda, en la capital, hasta Itapevi, con extensión operativa hasta Amador Bueno, en el mismo municipio, también sirve a Osasco, Barueri, Carapicuíba y Jandira.
Santa Rita, Cimenrita, Ambuitá y Amador Bueno se consideran "paradas" y no "estaciones" porque no tienen infraestructura interna, como venta de boletos, agencia de estación y otros servicios. El embarque en estas paradas es gratuito, ya que los pasajeros sólo pagan el valor del viaje al efectuar la transferencia a los trenes que van a Júlio Prestes en Itapevi.
La línea 8, en su articulación con la línea 9, es estratégica en la creación de un buen sistema de transferencia e integración modal. De Lapa a Barra Funda, las líneas 8 y 7 (que sirven a la subregión noroeste del área metropolitana) siguen en vías separadas, separadas por una zona ocupada en algunos tramos por densas edificaciones y equipamientos urbanos.
En este punto hay una propuesta para mover la línea 8 para la actual vía de dominio de la Línea 7, resultando en la utilización, por las dos líneas, de una sola estación en Lapa y Água Branca, proporcionando una mejor integración urbana y liberando áreas para otras inversiones.

## Características
|                                  | Júlio Prestes ↔ Itapevi | Itapevi ↔ Amador Bueno |
| -------------------------------- | ----------------------- | ---------------------- |
| Extensión                        | 35,28 km                | 6,33 km                |
| Intervalo entre trenes (pico)    | 5 min                   | 30 min                 |
| Cantidad de estaciones           | 20                      | 4                      |
| Trenes (hora pico)               | 17                      | 3                      |
| Tiempo de trayecto               | 59 min                  | 21 min                 |
| Distáncia media entre estaciones | 1.857m                  | 1.585m                 |
| Demanda uso por hora             | 24.240                  | 1.402                  |
| Velocidad media operativa        | 36 km/h                 | 40 km/h                |
| Pasos de nivel                   | 2                       | 3                      |

## Estaciones

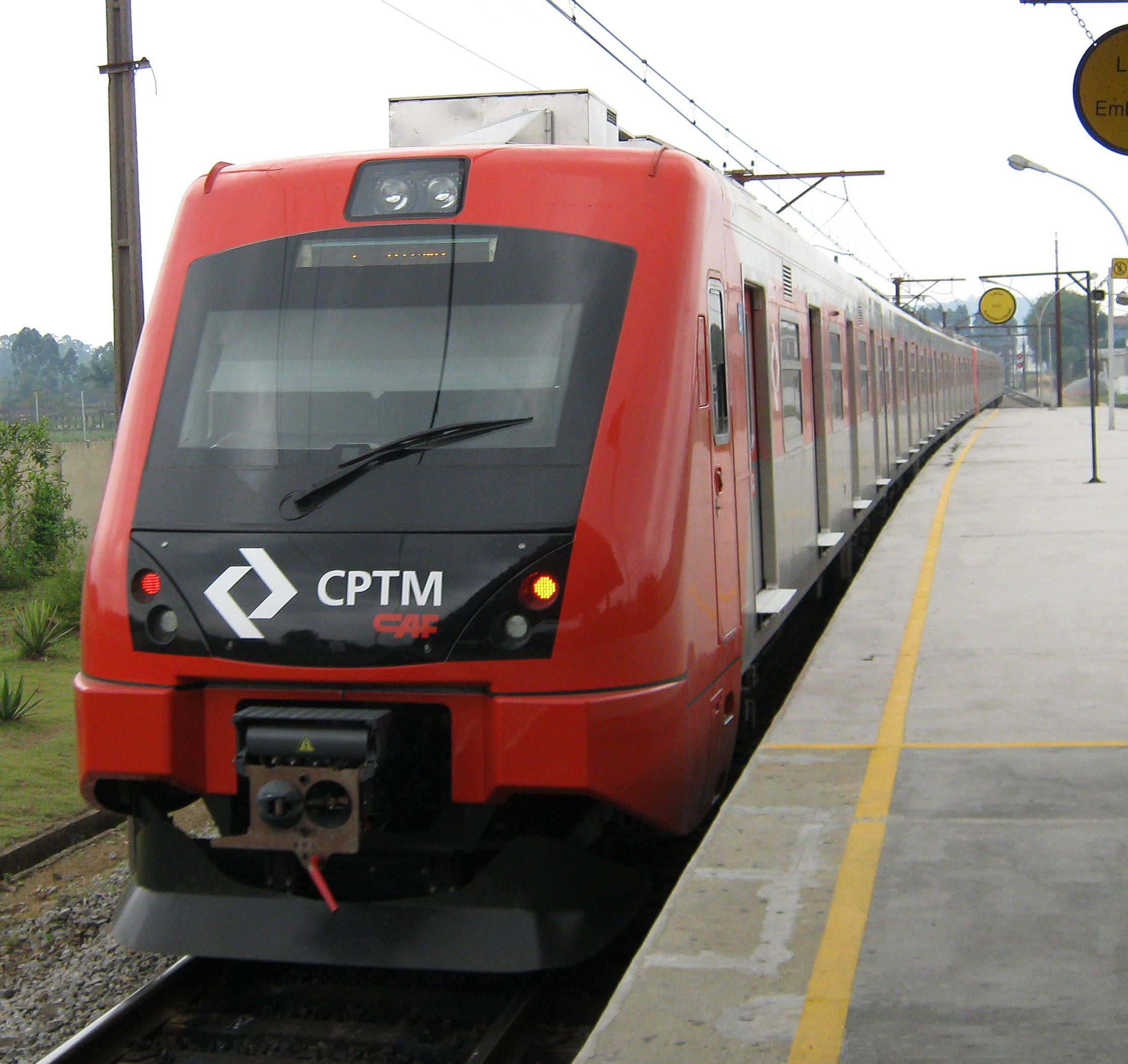
TUE Série 7000

| Sigla | Estación                        | Municipio   | Comentarios                                                                                             | MDU (05/2008) |
| ----- | ------------------------------- | ----------- | --- | ------------- |
| JPR   | Júlio Prestes                   | São Paulo   | | 12.337        |
| BFU   | Palmeiras-Barra Funda           | São Paulo   | Integración gratuita con líneas 3-Roja y 7-Rubí. Acceso a Terminal Rodoviaria de Barra Funda.           | 136.235       |
| LAB   | Lapa                            | São Paulo   | Integración tarifada con Terminal Lapa de SPTrans.                                                      | 19.866        |
| DMO   | Domingos de Moraes              | São Paulo   | | 10.513        |
| ILE   | Imperatriz Leopoldina           | São Paulo   | | 15.863        |
| PAL   | Presidente Altino               | Osasco      | Integración gratuita con Línea 9-Esmeralda.                                                             | 7.861         |
| OSA   | Osasco                          | Osasco      | Integración gratuita con Línea 9-Esmeralda, acceso a Terminal Rodoviaria de Osasco.                     | 38.325        |
| CSA   | Comandante Sampaio              | Osasco      | | 11.057        |
| QTU   | Quitaúna                        | Osasco      | | 3.443         |
| GMC   | General Miguel Costa (ex km 21) | Carapicuíba | Acceso a Terminal Urbano de ómnibus del km 21                                                           | 12.997        |
| CPB   | Carapicuíba                     | Carapicuíba | Acceso a Terminal Urbano de ómnibus de Carapicuíba.                                                     | 26.134        |
| STE   | Santa Terezinha                 | Carapicuíba | | 1.065         |
| AJO   | Antônio João                    | Barueri     | | 3.920         |
| BRU   | Barueri                         | Barueri     | Integración tarifada con Terminal Intermunicipal de ómnibus de Barueri.                                 | 15.055        |
| JBE   | Jardim Belval                   | Barueri     | | 2.640         |
| JSI   | Jardim Silveira                 | Barueri     | Integración tarifada con Terminal Intermunicipal de ómnibus de Jardim Silveira.                         | 5.813         |
| JDI   | Jandira                         | Jandira     | Acceso a Terminal Intermunicipal de ómnibus de Jandira.                                                 | 9.455         |
| SCO   | Sagrado Coração                 | Jandira     | | 2.054         |
| ECD   | Engenheiro Cardoso              | Itapevi     | | 5.079         |
| IPV   | Itapevi                         | Itapevi     | Integración gratuita con la extensión operativa para Amador Bueno. Tarjeta Benfácil de la Benfica BBTT. | 24.624        |

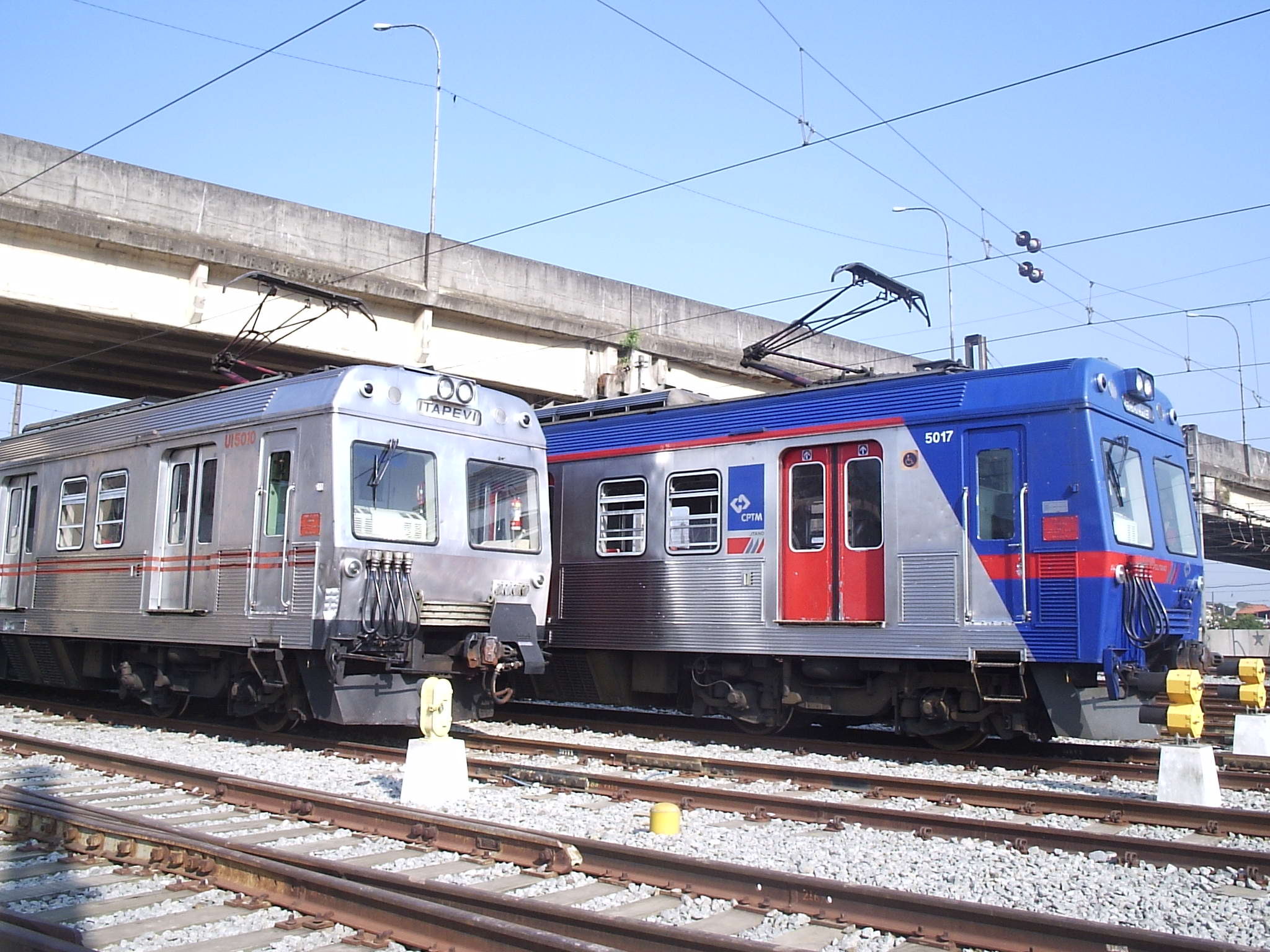
TUE Série 5000

MDU = media de usuarios embarcados por día hábil en cada estación, desde el inicio del año. En las estaciones con dos o más líneas el MDU representa la totalidad de pasajeros embarcados en la estación, sin tener en cuenta cual línea será utilizada por el usuario.

### Extensión Operativa
El tramo de extensión operativa funcionó hasta el dia 30 de abril de 2010, cuando fue desactivado para inicio del proceso de modernización y cambio de ancho de via de 1.00 hacia 1.60 metro. Tal proceso se completó el 23 de abril de 2014.
| Sigla | Estación            | Municipio | Comentarios                                     |
| ----- | ------------------- | --------- | ----------------------------------------------- |
| IPV   | Itapevi             | Itapevi   | Modernización entregada el 1 de octubre de 2010 |
| SRT   | Parada Santa Rita   | Itapevi   | Modernización entregada en 23 de abril de 2014  |
| CMR   | Parada Cimenrita    | Itapevi   | Modernización entregada en 23 de abril de 2014  |
| AMB   | Parada Ambuitá      | Itapevi   | Modernización entregada el 4 de abril de 2025   |
| ABU   | Parada Amador Bueno | Itapevi   | Modernización entregada en 23 de abril de 2014  |